# Blantyre (South Lanarkshire)
Blantyre in Schottland ist eine Stadt in der Grafschaft South Lanarkshire 15 km südöstlich von Glasgow mit etwa 17.500 Einwohnern.

## Geschichte
Am 22. Oktober 1877 starben im Steinkohlebergwerk von Blantyre 215 Menschen.

## Persönlichkeiten
In Blantyre wurde der schottische Missionar und Afrikaforscher David Livingstone geboren; diesem Umstand verdankt die gleichnamige Stadt in Malawi ihren Namen.
Hier wurde auch der 1997 verstorbene Leadsänger der in den 1970er-Jahren populären britischen Glam-Rock-Band The Sweet, Brian Connolly, geboren. Aus Blantyre stammt auch der erste Arbeitsminister der USA, William B. Wilson, sowie der General der Heilsarmee John Gowans.
Weitere in Blantyre geborene Persönlichkeiten:
- John Fallon (1940–2025), Fußballspieler
- Matthew Anderson (* 2004), Fußballspieler